# رود سیپ
رود سیپ (انگلیسی: Syp) یک رودخانه در سرزمین پرم کشور روسیه است.